# Teodoro Caillet Bois
Teodoro Caillet Bois (Suiza, 18 de enero de 1879 (según bibliografía) ó 28 de enero de 1879 (foja de servicio de la Armada Argentina) – Buenos Aires, Argentina, 23 de febrero de 1949) fue un historiador naval y oficial militar naval que prestó servicios en la Marina de Guerra argentina. 

## Oficial militar y naval
Ingresó a la Escuela Naval Militar (Argentina) el 8 de marzo de 1897, egresando el 8 de agosto de 1898 como guardiamarina, con el primer puesto dentro del orden de promociones. Siendo capitán de fragata, solicitó su retiro el 23 de noviembre de 1927. A partir de 1928, se desempeñó como profesor de matemáticas en el Colegio Militar de la Nación.
Sus especialidades preferentes en la Marina fueron la de artillero e hidrógrafo.
En 1904, fue oficial de derrota en la corbeta Uruguay, al mando del capitán de fragata Ismael Galíndez, que zarpó hacia la Antártida en búsqueda de los restos de la primera expedición francesa a la Antártida encabezada por el doctor Jean-Baptiste Charcot y embarcada en el Francais y que se daba por perdida. Esa expedición argentina se destacó por ser una de las primeras en llegar a tan altas latitudes, estableciendo un antecedente valioso para la justificación de la soberanía argentina y efectuando trabajos hidrográficos con relevamiento hasta la latitud 65° sur.
Asimismo, ejerció el comando de distintas unidades e intervino en los trabajos de relevamiento hidrográfico de la ría de Bahía Blanca, golfo Nuevo, Puerto Madryn, Puerto Pirámides y punta Ninfas. 
Fue jefe de estudios a bordo de la fragata Presidente Sarmiento, director de artillería del Ministerio de Marina; subdirector de la Escuela Naval Militar; director de la Escuela de Pilotos y Maquinistas.

## Historiador marítimo y naval
Luego de su retiro, se dedicó a la historia marítima y naval argentina, con foco en las guerras de corso y las exploraciones patagónicas y australes, produciendo una obra segura y de valor.
Publicó artículos en Historia de la Nación Argentina de la Academia Nacional de la Historia de la República Argentina y colaboró en el Anuario de la Sociedad de Historia Argentina. 
Su Ensayo de historia naval argentina (1929) fue una recopilación orientada a narrar de forma integral el pasado de la Marina de Guerra de ese país desde el siglo XIX y hasta la Primera Guerra Mundial.
En Los marinos durante la dictadura. Período 1841-1851 (1935) relató los sucesos protagonizados por la escuadra al mando del irlandés Guillermo Brown bajo bandera de la Confederación Argentina; creada a instancias de Juan Manuel de Rosas, gobernador de Buenos Aires y encargado de las relaciones exteriores. Concentró su atención en el accionar de los jefes navales frente a los vaivenes políticos generados por el rosismo y sus opositores, a lo que se sumó la injerencia de potencias extranjeras (Gran Bretaña, Francia) y gobiernos limítrofes (la Banda Oriental, el Imperio del Brasil) en los asuntos internos.
Junto al Instituto de Investigaciones Históricas (antecedente del actual Instituto de Historia Argentina y Americana "Dr. Emilio Ravignani" de la Facultad de Filosofía y Letras (Universidad de Buenos Aires), publicó tres artículos dedicados al estudio en detalle de las expediciones corsarias y su importancia para la lucha naval, tema poco abordado en la historiografía local hasta ese momento. 
En El año de los insurgentes, Bouchard en las costas de California (1933-1934)  investigó esa campaña del marino francés al servicio de la bandera de las Provincias Unidas del Río de la Plata quien había sido beneficiado con la patente de corso en junio de 1817. En el contexto de las guerras de emancipación hispanoamericana desarrolladas entre 1810 y 1824, la dirigencia rioplatense revolucionaria se sumó a la guerra corsaria con el objetivo de consolidar una superioridad naval frente a España suficiente para acabar con el poder de los ejércitos realistas en el continente.
El artículo referido a El proceso de Bouchard (1936) fue diferente en objetivos. En este sentido, procuró sopesar la actuación de la justicia chilena ante la acusación de piratería contra Hipólito Bouchard (Valparaíso, 1819). La causa había sido iniciada por el marino escocés Lord Cochrane, comandante de la escuadra chilena. El acusado era un corsario francés al servicio de la bandera de las Provincias Unidas del Río de la Plata quien al momento de ser capturado retornaba a Buenos Aires con las presas obtenidas durante sus dos años de corso. Así, la expedición argentina quedó arruinada. Bouchard fue encarcelado durante cinco meses, se secuestraron sin retorno sus presas de corso y gran parte de la artillería de sus buques pasó a engrosar la escuadra chilena. Su investigación estuvo fundamentada en el expediente judicial de la causa y sigue siendo valiosa porque permite entrever que los elementos para la acusación fueron insuficientes, existió precipitación de parte de Cochrane y el gobierno chileno procuró no desautorizar al jefe de su escuadra. 
Las expediciones detalladas en Los corsarios durante la guerra con el Brasil reflejan la influencia decisiva del corso en el conflicto bélico que enfrentó a las Provincias Unidas del Río de la Plata y el Imperio del Brasil (1825-1828). 
Debido a su interés y fervor por las altas latitudes del territorio argentino, impulsó numerosas publicaciones en diferentes medios. 
Así, participó en artículos de investigación del Boletín del Centro Naval como La obra exploradora de Page (1931) y Memorias del crucero Buenos Aires (1931); y escribió reseñas biográficas sobre Carlos María Moyano y Martín Guerrico, dos marinos ignorados vinculados con las exploraciones patagónicas.
Además, produjo varios artículos para Argentina Austral y Boletín del Instituto de Publicaciones Históricas que fueron compilados en el libro Patagonia (1944). Allí destacó la importancia geopolítica y estratégica del territorio en cuestión, reseñó la vida de personajes patagónicos y recopiló las cuestiones limítrofes entre Argentina y Chile.

## Obras del autor
- Ensayo de historia naval argentina, (1929)
- Los marinos durante la dictadura (1841-1951) (1935)
- “La Escuadra de San Martín”, (Instituto Nacional Sanmartiniano, Revista, Diciembre de 1937, año III, n° 9) (reeditado en San Martín y el mar, 1962)
- “El año de los insurgentes, Bouchard en las costas de California” (1933-1934)
- “Los corsarios durante la guerra con el Brasil” (1935). Del Boletín del Instituto de investigaciones históricas de la Facultad de Filosofía y Letras de la UBA, tomo XIX, pp 3 a 65 , Buenos Aires, abril-diciembre, 1935
- “El proceso de Bouchard”, Publicaciones del Instituto de Investigaciones Históricas, Facultad de Filosofía y Letras de la UBA, Número LXIX, Buenos Aires, (1936)